# 西虢镇
西虢镇，是中华人民共和国河南省焦作市孟州市下辖的一个乡镇级行政单位。

## 行政区划
西虢镇下辖以下地区：
西虢村、义井村、戍楼村、落驾头村、韩庄村、东窑村、西窑村、赵坡村、路家庄村、西逯村、干沟桥村、姚庄村、莫沟村、顺涧村、湾村、店上村、全义村、西沃村、寺上村、高崖村和梁庄村。